# Juan Miguel Mercado
Juan Miguel Mercado (ur. 8 lipca 1978 w Armilla) – hiszpański kolarz szosowy. W zawodowym peletonie występuje od 1998 roku. Dwukrotny etapowy zwycięzca w Tour de France (2004, 2006), jeden raz wygrał etap w  Vuelta a España (2001).

## Najważniejsze zwycięstwa
- 2001 - etap w Vuelta a España, Vuelta a Burgos
- 2002 - Setmana Catalana de Ciclisme, Vuelta a Castilla y León
- 2004 - etap w Tour de France
- 2005 - Österreich Rundfahrt
- 2006 - etap w Tour de France